# Eleutherodactylus marahuaka
Eleutherodactylus marahuaka là một loài ếch trong họ Leptodactylidae. Chúng là loài đặc hữu của Venezuela.
Môi trường sống tự nhiên của chúng là vùng cây bụi nhiệt đới hoặc cận nhiệt đới vùng đất cao.